# 中国银行间市场交易商协会
中国银行间市场交易商协会（英語：National Association of Financial Market Institutional Investors，缩写NAFMII），简称交易商协会，是经中华人民共和国国务院同意、民政部批准成立的全国性非营利性社会团体，其业务主管单位为中国人民银行。
交易商协会是由包括银行间债券市场、同业拆借市场、外汇市场、票据市场和黄金市场在内的银行间市场参与者、中介机构及相关领域的从业人员和专家学者自愿组成的银行间市场自律组织。
经中国人民银行授权，自2008年4月15日起，交易商协会对非金融企业债务融资工具注册、发行及交易实施自律管理。

## 历史
2006年7月，中国银行等13家机构代表在北京召开交易商协会发起筹备会议。8月，由中国银行、中国工商银行、中国外汇交易中心、中央国债登记结算公司、中信证券股份有限公司、中国华能集团公司六家机构作为发起单位，向中国人民银行和民政部提出筹备成立交易商协会的申请。
2007年6月，经国务院同意，民政部批准交易商协会筹备成立。
2007年8月8日，交易商协会第一次会员代表大会在北京召开。
2007年8月24日，民政部根据《社会团体登记管理条例》的规定，准予交易商协会成立登记，协会业务主管单位为中国人民银行。
2007年9月3日，交易商协会在北京人民大会堂召开成立大会，中国人民银行行长周小川出席会议并讲话。
2008年4月9日，中国人民银行发布公告，授权交易商协会对非金融企业债务融资工具实施自律管理。

## 机构设置

### 会员代表大会
根据交易商协会章程，会员代表大会是其最高权力机构，选举产生理事组成理事会，选举产生监事组成监事会。

### 理事会
理事会是会员代表大会的执行机构，在会员代表大会闭会期间领导开展日常工作，选举和任免协会会长、副会长、秘书长、常务理事。理事会下设立若干专业委员会，负责处理相关领域工作。

#### 专业委员会[9]
- 债券市场专业委员会
- 金融衍生品专业委员会
- 信用评级专业委员会
- 金币市场专业委员会
- 交易专业委员会
- 法律专业委员会
- 会计专业委员会
- 从业人员培训专家委员会
- 资产证券化暨结构化融资专业委员会

### 常务理事会
常务理事会是理事会的常设机构，负责在理事会闭会期间行使理事会职权，其成员由理事会选举产生。

### 监事会
监事会是交易商协会工作的监督机构，由全体监事组成，监事由会员大会选举产生。

### 秘书处
秘书处为交易商协会日常办事机构，在协会理事会及其常务理事会领导下开展工作，下设若干内设部门。

#### 秘书处内设部门[9]
- 综合部（党委办公室、党委宣传部）
- 人力资源部（党委组织部）
- 财务管理部
- 市场创新部
- 注册办公室
- 后督中心
- 交易规范部
- 会员与法律事务部
- 培训认证部
- 信息研究部
- 国际部
- 纪检监察办公室
- 审计部
- 债券评估服务部
- 技术部